# L'amore fatale (film)
L'amore fatale (Enduring Love) è un film del 2004 diretto da Roger Michell, tratto dall'omonimo romanzo di Ian McEwan.
Il film è dedicato alla memoria di Mary Selway (responsabile di casting), deceduta a 68 anni nell'aprile 2004.

## Trama
Il romantico picnic di Joe e Claire viene interrotto dall'arrivo di una mongolfiera rossa fuori controllo. Joe e altre persone presenti al parco si apprestano ad aiutare l'uomo nel tentativo di tenere la mongolfiera a terra, visto che il nipotino dell'uomo è rimasto nella cesta, ma ogni tentativo è vano, così gli uomini lasciano la presa dalla corda; l'ultimo rimasto, il medico John Logan, muore precipitando al suolo. Durante una cena con gli amici Robin e Rachel, Joe rende chiaro l'impatto che l'incidente ha avuto sulla sua psiche; inoltre scopre che la mongolfiera è atterrata in sicurezza lasciando il bambino illeso. Sentendosi in colpa, Joe cerca di individuare modi che avrebbero potuto salvare l'uomo.
Un giorno riceve una strana telefonata da Jed (uno dei soccorritori) che gli chiede di parlare dell'accaduto; sebbene riluttante Joe accetta, ma gli strani discorsi di Jed lo mettono a disagio, così si allontana lasciandolo solo. Mentre visita una libreria, Joe rimane confuso dall'arrivo di Jed, che gli dice di "essere coraggioso" e di non lasciarlo come ha fatto con John; lo sorprende nuovamente alla mensa del college dove Joe insegna.
Joe visita la vedova di John, e la donna gli confida di credere che il marito avesse una relazione extraconiugale dopo che la polizia le ha restituito un cestino da picnic trovato nella sua automobile, insieme a una sciarpa di donna. Claire organizza per il compleanno di Joe una cena, che però viene rovinata dall'indifferenza del fidanzato. La sera successiva, Joe e Claire vengono raggiunti da Robin, Rachel, Frank (il fratello di Claire) e la nuova ragazza di quest'ultimo; Joe rivela a Claire che aveva pianificato di chiederle di sposarlo il giorno dell'incidente, e quando lei gli domanda se ha cambiato idea, lui rimane in silenzio.
Jed si presenta nella classe di Joe e canta una canzone d'amore; Joe si allontana per strada, ma Jed lo segue e gli parla dei presunti "segnali" che gli starebbe inviando, riferendosi in particolare ai movimenti delle tende. Quella notte Joe fa delle ricerche in proposito, e quando guarda dalla finestra scopre Jed a fissarlo; dopo averlo spiegato a Claire e averle chiesto di guardare anche lei, Claire lo ignora e torna a dormire. Il mattino seguente, Claire comunica a Joe che la loro relazione è conclusa. Joe affronta furiosamente Jed, poi si ubriaca e chiede ospitalità a Robin e Rachel. Al suo risveglio, gli amici gli dicono che Claire ha appena chiamato dicendogli di venire perché a casa loro si è presentato Jed.
Joe corre a casa e nel soggiorno trova Jed e Claire seduti sul divano: Jed, che sembra essere stato picchiato, incolpa Joe, e Claire sembra credergli. Joe perde la pazienza e all'improvviso Jed, convinto che Claire sia di ostacolo, la accoltella all'addome. Per poterla salvare, Joe finge di accettare le avances di Jed e, mentre si lascia baciare, ne approfitta per accoltellarlo.
Joe accompagna la moglie e la figlia di John al campo dove tutto è iniziato; vengono raggiunti da una coppia che le spiega che suo marito non l'aveva affatto tradita, ma stava dando alla coppia un passaggio in macchina: il cestino da picnic e la sciarpa quindi appartenevano a loro, ma erano troppo imbarazzati per intercedere dato che la ragazza è molto più giovane del compagno, che è anche un suo professore di università. La moglie è felice nello scoprire la verità, e Joe racconta alla figlia che suo padre era un uomo molto coraggioso. Più tardi Joe si riunisce con Claire, sopravvissuta alla pugnalata: Joe cerca di trovare parole per scusarsi per quello che è successo, ma Claire gli chiede di non dire niente.
L'ultima scena (durante i titoli di coda) mostra Jed, internato in un ospedale psichiatrico, mentre scrive una lettera, alza lo sguardo e sorride verso la telecamera.

## Colonna sonora
La colonna sonora, composta da Jeremy Sams, è stata eseguita dall'Orchestra Filarmonica Ceca e pubblicata dall'etichetta MellowDrama Records il 13 marzo 2006.
1. Balloon Music – 1:44
2. Obsession – 2:09
3. Passacaglia (Working It Out) – 4:28
4. Obsession 2 – 2:09
5. Pastorale – 3:12
6. Moments of Hope – 2:38
7. Passacaglia 2 (Things Fall Apart) – 2:45
8. Lonely Piano Into Car Chase – 2:08
9. The Nightmare Begins – 2:11
10. A Drunken Conversation Wth Myself – 3:49
11. The Nightmare Continues – 2:11
12. Swimming Music – 3:08
13. Pastorale – 2:09
14. Finale – 5:56

## Accoglienza
Il film ha ricevuto recensioni positive dalla critica cinematografica. Le interpretazioni dei due protagonisti, Daniel Craig e Rhys Ifans, sono state molto lodate, così come la sorprendente scena iniziale dell'incidente in mongolfiera e la trasformazione da dramma a thriller psicologico.
Sull'aggregatore Rotten Tomatoes il film ha ricevuto da parte di 99 critici professionisti recensioni contrastanti ma perlopiù positive, con una percentuale di gradimento del 59% e un voto medio di 6,2 su 10. Il consenso dei critici afferma che «Sebbene metta a dura prova la credibilità e alla fine non sia così profondo come potrebbe sembrare a prima vista, Enduring Love rimane comunque un thriller intrigante alimentato dalle intense interpretazioni di Rhys Ifans e Daniel Craig». Su Metacritic il film detiene una valutazione di 61 su 100, corrispondente a "recensioni generalmente favorevoli".
Roger Ebert ha assegnato al film 3 stelle su 4.
La rivista Empire lo ha classificato al 426º posto nella lista dei 500 film più belli mai realizzati.

## Riconoscimenti
- 2004 - British Independent Film Awards[9]
  - Candidatura al miglior attore a Daniel Craig
  - Candidatura al miglior regista a Roger Michell
  - Candidatura alla miglior attrice non protagonista a Samantha Morton
  - Candidatura per il miglior contributo tecnico a Haris Zambarloukos
- 2005 - Empire Awards[10]
  - Vittoria per la migliore scena (la sequenza del pallone)
  - Candidatura per il miglior attore britannico a Rhys Ifans
  - Candidatura per la miglior attrice britannica a Samantha Morton
  - Candidatura per il miglior regista britannico a Roger Michell
  - Candidatura per il miglior film britannico